# Morgartenberg
Morgartenberg är en bergstopp i Schweiz.   Den ligger i distriktet Bezirk Schwyz och kantonen Schwyz, i den centrala delen av landet, 90 km öster om huvudstaden Bern. Toppen på Morgartenberg är 1 244 meter över havet, eller 308 meter över den omgivande terrängen. Bredden vid basen är 9,9 km. Morgartenberg ligger vid sjön Ägerisee.
Terrängen runt Morgartenberg är huvudsakligen kuperad, men söderut är den bergig. Runt Morgartenberg är det ganska tätbefolkat, med 54 invånare per kvadratkilometer.. Närmaste större samhälle är Rapperswil, 18,8 km nordost om Morgartenberg. 
I omgivningarna runt Morgartenberg växer i huvudsak blandskog.